# Diaphorocellus albooculatus
Espèce
Diaphorocellus albooculatus est une espèce d'araignées aranéomorphes de la famille des Palpimanidae.

## Distribution
Cette espèce est endémique de Namibie.

## Description
Le mâle holotype mesure 8 mm.

## Publication originale
- Lawrence, 1927 : Contributions to a knowledge of the fauna of South-West Africa V. Arachnida. Annals of the South African Museum, vol. 25, no 1, p. 1-75 (texte intégral).